# 北京外国語大学中国語言文学学院

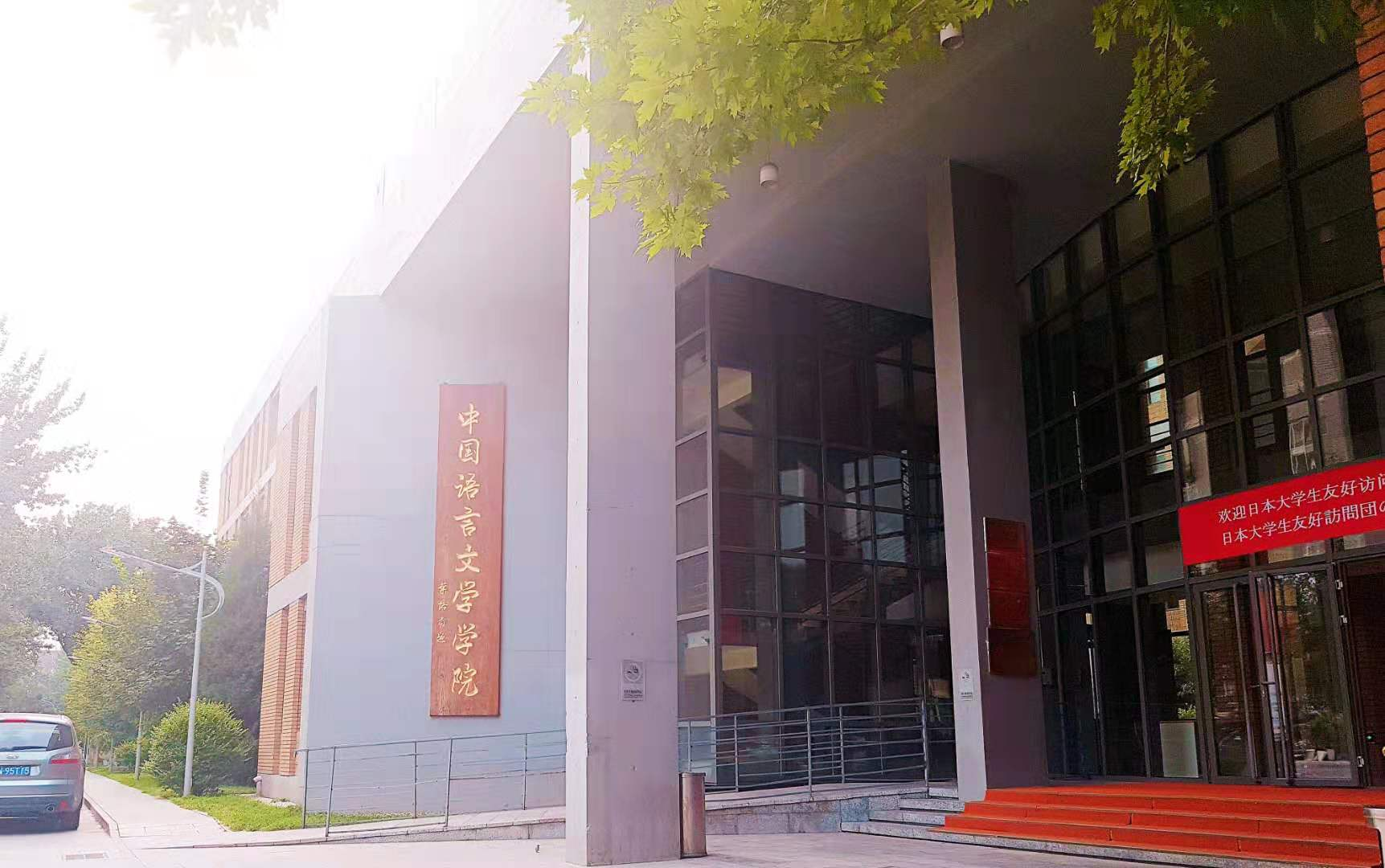
北京外大(BFSU)中文学部の一部

北京外国語大学中国語言文学学院。略称は北京外大中文学部、中国語では北外（ベイワイ）中文学院。
北京外国語大学の中文学部は、日本人特別本科があり、日本人の4年本科生が他の学部に比べて多い方の学部だ。毎年日本の関西大学から一年間の交換留学生が来る。立教大学、中央大学の交換留学生も居る。韓国人の本科生も毎年数百人入学する。ヨーロッパ人や英米圏の学生の比率も北京外大の中では最も高い学部だ。

## 歴史
北京外国語大学の中国語語文学学院は1950年代初めから「国語研究室」と「国文科」を転々としてきた。1980年10月、学校には「外国人留学生の中国語研修部」が増設された。
1984年9月、中国語学習室と外国人留学生の中国語研修部が合体した。1985年9月、教育部の承認を経て、「対外中文科」と「中国語科学科」を設立した。1992年11月、外国人留学生向けの4年制大学本科を創設し、国際交流学部を設立した。中文科は1994年6月、中国語文学院に改称した。1998年12月、国際交流学院と中国語学院が合併し、新しい国際交流塾を設立し、2006年には中国語言文学学院に名前を変え、現在に至る。

## 学科・専攻
北京外国語大学の中文学部は主に中国人と外国人大学生たちの教学、修士課程、外国人学生の中国語研修、教育インターンシップ、全校中国語共通授業を行っている。現在、中国語の授業と漢語学の二つの学部を開設して言語学と応用言語学、比較文学、世界文学のなどの修士課程を開設している。言語学と応用言語学の修士課程には対外漢語教学、中国語の研究、中文と外語の言語比較、中国文学などの研究方向がある。比較文学、海外漢学、中国内外の文学比較、比較文学、内外の小説比較なども重要科目である。日本では中国語学院の学科全てを中文学科だと言う。